# Mimic
Mimic (v anglickém originále Mimic) je americký filmový horor z roku 1997. Režisérem filmu je Guillermo del Toro. Hlavní role ve filmu ztvárnili Mira Sorvino, Jeremy Northam, Josh Brolin, Charles S. Dutton a Giancarlo Giannini.

## Obsazení
| Mira Sorvino       | Susan Tyler    |
| Jeremy Northam     | Peter Mann     |
| Josh Brolin        | Josh           |
| Charles S. Dutton  | Leonard Norton |
| Giancarlo Giannini | Manny          |
| F. Murray Abraham  | doktor Gates   |
| Norman Reedus      | Jeremy         |
| Julian Richings    | Workman        |
| Doug Jones         | dlouhý John 2  |